# Dendrochilum dulitense
Dendrochilum dulitense är en orkidéart som beskrevs av Cedric Errol Carr. Dendrochilum dulitense ingår i släktet Dendrochilum och familjen orkidéer. Inga underarter finns listade i Catalogue of Life.